# プリントコンテンツ
プリントコンテンツは、プリンターから出力されることを前提として用意されているコンテンツ。この表現は、特定機種のプリンターを購入した顧客へのサービスとして、本来は著作権のあるコンテンツなどを無料で提供する場合や、コンビニエンスストアのマルチメディアステーション（マルチコピー機）で料金を支払う形で印刷物としてコンテンツが販売される場合に、おもに用いられる。また、特に後者のコンビニにおけるサービスは、コンテンツプリントサービスと称される。

## プリンター購入者への無料サービス
プリンターのメーカーでは、キヤノン、セイコーエプソンなどが、顧客に無償のプリント用コンテンツを提供しており、顧客がIDなどを入力することで、ウェブサイトからコンテンツのダウンロード可能になっている。
コンテンツの種類は、年賀状、ペーパークラフト、包装紙、便箋、学習プリント、カレンダー等があり、著作権のあるキャラクターが用いられたデザインが施されていることもある。

## コンビニエンスストアのマルチコピー機のサービス
有料コンテンツの内容は、芸能人などのブロマイドや風景、動物、自動車、艦船、航空機などの写真類のほか、アニメ・キャラクターなどのカード、イラストや絵画、楽譜、ペーパークラフト、住宅地図などの地図類、名刺、履歴書、証明写真、公営ギャンブル情報、新聞などのニュース類と、多岐にわたるものがあり、それぞれ写真用紙や普通紙に出力される。一番くじを組み合せた商品などもある。